# Pauk mit: Latein
Pauk mit: Latein ist ein vom Bayerischen Rundfunk in den Jahren 1976 bis 1977 produziertes Fernseh-Repetitorium der lateinischen Sprache, moderiert von Rolf Illig. Die Serie gliedert sich in fünf Abschnitte zu je 13 Folgen à 15 Minuten (zusammen 16 ¼ Stunden) und wird auf ARD alpha ausgestrahlt. Die seinerzeit parallel in 3 × 13 Folgen produzierte Reihe Pauk mit: Englisch ist nicht mehr im Programm.

## Gliederung

### Grundkurs 1
1. Bauern, Mägde, Gärten, Landwirtschaft
2. Viehzucht, Öl und Wein
3. Sklaven, Sklavenaufstände, Cato, Seneca
4. Horaz, Kaiser Claudius
5. Forum Romanum
6. Markt und Politik, Kaufleute und Redner
7. Erziehung der Kinder
8. Römisches Rechtswesen, Zwölftafelgesetz
9. Deutung des Todes und Grabbauten
10. Römisches Heer zu Lande und zu Wasser
11. Ausrüstung der römischen Soldaten
12. Wandel des Heeres und Taktik
13. Fabel des Phaedrus, Wolf und Kranich

### Grundkurs 2
1. Tauschgut und Geld, Bildnisse der Götter und Kaiser
2. Zeitrechnung und Kalender, Caesar
3. Römische Straßen
4. Römische Straßen und Reisewege
5. Wirte, Gasthäuser, Herbergen und Weinstuben
6. Fabel des Phaedrus vom Fuchs und Ziegenbock
7. Wasser, Aquädukte, Bäder und Kanäle
8. Wasserversorgung, Brunnen und Regelung
9. Thermen und Bäder
10. Römische Stadtmauer, Tore und Türme
11. Verfassung und Römische Republik
12. Sportler, Spiel und Training
13. Apelles Tafelbilder, Alexandermosaik

### Grundkurs 3
1. Das römische Haus
2. Esskultur und Tischsitten
3. Römisches Theater
4. Villen und Landgüter
5. Spiele, Zirkusvorstellungen, Gladiatorenkämpfe
6. Römerinnen, Bräuche und Ehe
7. Weissagungen, das römische Auguralwesen
8. Sieben Weise, Anekdote des Bias von Priene
9. Urreligion der Römer und Götter
10. Götter, Tempel, Statuen, Bildnisse
11. Römische Toga, Tunica, Stola
12. Römische Kultur der Haartracht
13. Catull – Liebesgedichte an Lesbia

### Aufbaukurs
1. Urteil des Paris, Hochzeit Thetis mit Peleus
2. Tantalus, Pelops, Hippodamia, Myrtilos, Oinomaos
3. Meerfahrt des Dionysos
4. Apoll und Marsyas
5. Apoll und Midas
6. Tantalus testet die Allwissenheit der Götter
7. Helios und Phaethon
8. Arion und der Delphin
9. Niobe und die Göttin Leto, Apollon und Diana
10. Herakles, Nessos, Deianira, Iole und Lichas
11. Achill, Thetis, Lykomedes und Odysseus
12. Theseus und Ariadne, Labyrinth, Minotaurus
13. Alexander und der gordische Knoten

### Übersetzungskurs
1. Caesar, de bello Gallico I, 13, 2
2. Caesar, de bello Gallico IV, 18, 4-19, 1
3. Livius, ab urbe condita libri, 21, 26, 3
4. Livius, ab urbe condita libri, 21, 26, 5
5. Sallust, bellum Jugurthinum, 41, 9–10
6. Sallust, bellum Jugurthinum, 42, 3-4
7. Cicero, pro Cluentio, 84
8. Cicero, de oratore, 2, 299
9. Tacitus, Germania, 15, 1. Teil
10. Tacitus, Germania, 15, 2. Teil
11. Seneca, de brevitate vitae, 4, 1–2
12. Seneca, de brevitate vitae, 4, 4–5
13. Seneca, de brevitate vitae, 4, 5–6